# Tillbaka till sagolandet
Tillbaka till sagolandet är en singel från 1995 av det svenska trallpunkbandet De Lyckliga Kompisarna, utgiven av skivbolaget Birdnest.

## Låtar på singeln
| Nr | Titel     | Längd |  |
| -- | --------- | ----- |  |
| 1. | Sagoland  | 2.22  |  |
| 2. | Det ryker | 1.40  |  |